# Skubbhults naturreservat
Skubbhult är ett naturreservat i Färgaryds socken i Hylte kommun  i Småland (Hallands län).
Reservatet omfattar 22 hektar och är skyddat sedan 1993. Det ingår i Natura 2000 och är beläget öster om Hyltebruk vid sjön Mellan-Färgens östra strand.

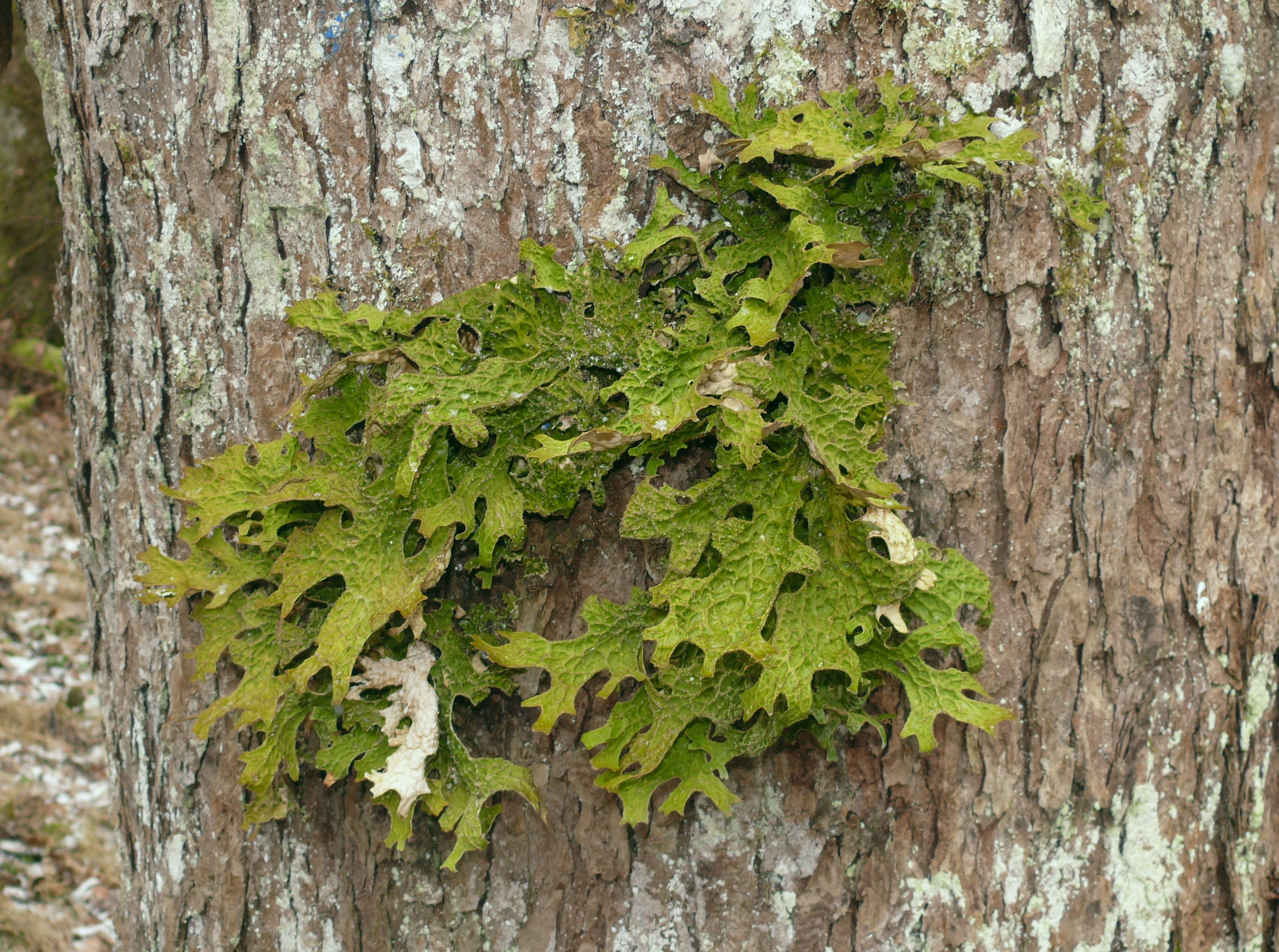
Lunglav

Delar av bokskogen i området har visat sig vara relativt orörd gammelskog med en intressant lavflora. Skogen växer på en sluttning ner mot sjön. Här har påträffats många odlingsrösen. Bland många djur kan bivråk nämnas. I området förekommer lunglav, havstulpanlav, korallav, fjädermossa och fällmossa.
Smålandsstugan i Slottsskogen i Göteborg kommer från Skubbhult (Femsjö socken). Stugan är från 1750-talet och flyttades till Slottsskogen i början av 1900-talet.
Intill naturreservatet ligger Kulls vingård som länge bedrivit utställningsverksamhet.